# Ракова (балка)
Ракова (рос. б. Раковая, Б. Ракова) — балка (річка) в Україні у Синельниківському районі Дніпропетровської області. Ліва притока річки Вороної (басейн Дніпра).

## Опис
Довжина балки приблизно 3,89 км, найкоротша відстань між витоком і гирлом — 3,67 км, коефіцієнт звивистості річки — 1,06. Формується декількома балками та загатами. На деяких ділянках балка пересихає.

## Розташування
Бере початок на західній стороні від села Вербове. Тече переважно на північний захід через село Ракове і на південно-східній околиці села Веселе впадає в річку Ворону, ліву притоку Дніпра.

## Цікаві факти
- На східній стороні від витоку балки на відстані приблизно 4,49 км пролягає автошлях М18[3] (автомобільний шлях міжнародного значення на території України. Проходить територією Харківської, Дніпропетровської, Запорізької, Херсонської областей та АРК. Збігається з частиною європейського маршруту E105 (Кіркенес — Санкт-Петербург — Москва — Харків — Ялта)).
- У минулому столітті на балці існувала водокачка[1].